# Высокопёрый понтинус
Высокопёрый понтинус (лат. Pontinus rathbuni) — вид лучепёрых рыб из семейства скорпеновых. Распространены в западной части Атлантического океана.

## Описание
Тело удлинённое, несколько сжато с боков, покрыто ктеноидной чешуёй. Верхний профиль тела выпуклый, а нижний — прямой. Голова большая, с многочисленными сильными гребнями и короткими шипами. Рыло короткое, его длина равна диаметру глаза. Надглазничные усики раздваиваются на концах. На щеках есть сильные гребни с тремя шипами. На предкрышке несколько сильных шипов. Боковая линия полная. В спинном плавнике 12 высоких жёстких лучей и 9 мягких лучей. Мягкая часть спинного плавника закруглённая. В анальном плавнике 3 жёстких и 5 мягких лучей. Грудные плавники похожи на опахало, все лучи неразвлетвлённые, средние лучи удлинённые. Хвостовой плавник усечённый.
Тело окрашено в светло-розовый цвет с более тёмными розовыми точками и нерегулярными полосками. Мягкая часть спинного плавника, анальный, грудные и хвостовой плавники с розовыми точками. Глаза жёлтые с розовой каймой.
Максимальная длина тела 25 см.

## Биология
Высокопёрый понтинус — морская придонная рыба. Обитает на глубине от 73 до 384 м над мягкими и полужёсткими грунтами. Питается крабами, моллюсками и другими донными беспозвоночными.
У задних окончаний жёстких лучей плавников имеются толстые ядовитые железы.